# Mohamadou Djibrilla Maïga
Mohamadou Djibrilla Maïga (* 8. Juni 1908 in Kolmane; † 23. November 1975 in Paris) war ein nigrischer Politiker.

## Leben
Mohamadou Djibrilla Maïga gehörte der Ethnie der Songhai an. Als Niger 1922 eine Kolonie Frankreichs wurde, arbeitete er als junger Mann beim Aufbau der Kolonialverwaltung mit. Nach dem Besuch einer höheren Grundschule wurde er Angestellter bei der Kolonialverwaltung. Für diese war Maïga lange Zeit in der Elfenbeinküste tätig. Als er nach Niger zurückkehrte, empfahl ihn Félix Houphouët-Boigny, der Vorsitzende der Afrikanischen Demokratischen Sammlung (RDA), der RDA-Sektion in Niger, der Nigrischen Fortschrittspartei (PPN-RDA). Maïga kandidierte 1946 bei der Wahl des nigrischen Abgeordneten zur französischen Nationalversammlung für den PPN-RDA. Er war aufgrund seiner langen Abwesenheit in Niger noch kaum bekannt und wurde letzter von fünf Kandidaten. Das Mandat ging an den PPN-RDA-Parteivorsitzenden Hamani Diori. Maïga gelang es dafür bereits am 13. Januar 1947, in den französischen Senat gewählt zu werden. Dort gehörte der RDA zur Fraktion der Kommunistischen Partei Frankreichs. Maïga war Mitglied der Senatsausschüsse für Übersee-Frankreich und für Kommunikation und Verkehr. Er engagierte sich bei Gesetzesvorschlägen und Debatten zu Französisch-Westafrika und Französisch-Äquatorialafrika. Ende 1947 unternahm er mit Djibo Bakary eine Reise an den Tschadsee und nach Agadez, um dort Parteisektionen des PPN-RDA aufzubauen. Maïga stellte sich 1948 der Wiederwahl, war jedoch nicht erfolgreich und schied aus dem Senat aus.
Er war daraufhin in Niger für die Partei tätig. Im Jahr 1949 vertrat er Barcourgné Courmo, den nach Zinder versetzten stellvertretenden PPN-RDA-Vorsitzenden, im Parteivorstand in der Hauptstadt Niamey. Die RDA-Führung unter Houphouët-Boigny beschloss 1950 die Zusammenarbeit mit der Kommunistischen Partei Frankreichs zu beenden und sich stattdessen der UDSR-Fraktion von François Mitterrand anzuschließen. Maïga war mit dieser Entscheidung nicht einverstanden und verließ den PPN-RDA. Er überlegte zunächst die Gründung einer eigenen Partei, wurde dann aber 1952 Parteimitglied der Union unabhängiger Nigrer und Sympathisanten (UNIS). Ende der 1950er Jahre eskalierte der Parteienstreit zwischen dem PPN-RDA und dem Sawaba des Ex-PPN-RDA-Politikers Djibo Bakary. Mohamadou Djibrilla Maïga war 1958 in einen Zwischenfall in einem Dorf zwischen Niamey und Dosso verwickelt, wo Sawaba-nahe Fulbe und PPN-RDA-nahe Zarma gewaltsam aufeinander losgingen und es ein Todesopfer und mehrere Verletzte gab. Als Vergeltung versetzte die Sawaba-geführte Regierung Maïga auf einen Posten in Tahoua. Anfang 1960, nachdem der PPN-RDA die Macht übernommen hatte und kurz vor der Unabhängigkeit Nigers, wurde er zum Kreiskommandanten von Magaria ernannt.